# Рок Січ
«Рок Січ» — щорічний міжнародний рок-фестиваль, що проходив на Трухановому острові у місті Києві з 2006 по 2010 роки. У 2013 році за ініціативою Олега Скрипки фестиваль буде відбуватися щороку. Це перший і єдиний столичний фестиваль, на якому одночасно з трьох сцен лунає українська рок-музика, і який заявив про себе у 2006 році, одразу ставши головною рок-подією України. У 2010 році «Рок Січ» набула статусу екологічного фестивалю.
З 2013 року є Україно-Шведським рок-фестивалем.

## Історія
У травні 2006 року компанія Інітіа Менеджмент Подій спільно із Олегом Скрипкою ініціювала проведення фестивалю «Рок Січ». Фестиваль «Рок Січ 2007» було заплановано на травень, але через політичну нестабільність у країні ініціатори були змушені ухвалити рішення про перенесення фестивалю на пізніший термін.
Під час підготовки до наступного фестивалю виникла ціла купа ідей щодо різних варіантів впровадження в життя низки соціально-культурних ініціатив, варіантів пропаганди української культури, ліберальних цінностей, принципів громадянського суспільства, сприяння розвиткові екологічної свідомості серед молоді тощо.
25 вересня 2012 року, на Урядовому порталі, була оприлюднена інформація про те, що з 2013 року фестиваль стане Україно-Шведським, до того ж відтепер не тільки рок- а й екстрим-фестивалем. Проєкт було презентовано в рамках двостороннього форуму Києва та Стокгольма. Після того, як на Євро-2012 Київ прийняв фанів зі Швеції, більшість з яких полишили Україну з приємними враженнями, у організаторів не лишилося сумнівів з приводу майбутнього успіху такого задуму. Окрім гарної музики у виконанні українських і шведських рок-гуртів, організатори планують запропонувати відвідувачам фестивалю багату програму, серед іншого, лицарський турнір, байк-парад та змагання з автотюнінгу. 
2013 року фестиваль проходить під особистим патронатом голови Київської міської державної адміністрації Олександром Поповим. Проєкт було презентовано в рамках двостороннього форуму Києва та Стокгольма. За задумом організаторів, фестиваль має органічно поєднати українську та шведську культури.

## Музична програма
Музична програма щороку пропонує увесь спектр можливого розуміння слова рок, запрошуючи як більш-менш відомі команди, так і багато молодих колективів. За роки проведення фестивалю тут побувало більше 50 колективів з України та інших країн світу, зокрема такі представники рок-сцени як:

## Учасники фестивалю
- «Мертвий Півень» (Україна)
- «Плач Єремії» (Україна)
- «Carpathiana» (Англія)
- «Кому Вниз» (Україна)
- «ТОЛ» (Україна)
- «Klooch» (Канада)
- «SVOBODA» (Росія)
- «Mad Heads XL» (Україна)
- «Nokturnal Mortum» (Україна)
- «Мандри» (Україна)
- «Тартак» (Україна)

Учасники фестивалю 2013 року
- «Pain» (Швеція)
- «Tiamat» (Швеція)
- «Helltrain» (Швеція)
- «Mathias Lodmalm of Cemetary» (Швеція)
- «Clawfinger» (Швеція)
- «Воплі Відоплясова» (Україна)
- «Тартак» (Україна)
- «Бумбокс» (Україна)
- «ТНМК» (Україна)
- «Кому Вниз» (Україна)
- «Крихітка» (Україна)
- «С.К.А.Й.» (Україна)
- «Jinjer» (Україна)
- «Bahroma» (Україна)
- «PanKe Shava» (Україна)
- «Джубба» (Україна)
- «Альоша Жик» (Україна)
- «Season of Melancholy» (Швеція)
- «4hours-band» (Україна)
- «РізаК» (Україна)
- «ASEA SOOL» (Україна)
- «Назад Шляху Немає» (Україна)
- «Stoned Jesus» (Україна)